# Championnat d'Europe de futsal 2012
Navigation
Euro 2010 Euro 2014
Le Championnat d'Europe de futsal 2012 est la huitième édition du Championnat d'Europe de futsal, compétition organisée par l'Union des associations européennes de football et rassemblant les meilleures équipes masculines européennes. Il se déroule en Croatie et en Ukraine du 31 janvier au 11 février 2012. Le match d'ouverture et la finale ont lieu à l'Arena Zagreb, dans la capitale croate.
L'équipe d'Espagne remporte pour la 6e fois le Championnat d'Europe et dans le même temps leur 4e consécutif, en battant la Russie sur le score de 3-1 après prolongation.

## Désignation du pays organisateur
Trois candidatures ont été déposées, celles de la Belgique, déjà candidate pour l'Euro 2010, de la Croatie et de la Macédoine. Le Comité exécutif de l'UEFA décide le 24 mars 2010 à Tel-Aviv de retenir la candidature croate.

## Villes et salles retenues
| Salle    | Arena Zagreb | Spaladium Arena |
| -------- | ------------ | --------------- |
|          |              | Spaladium Arena |
| Ville    | Zagreb       | Split           |
| Capacité | 15 024       | 10 931          |

## Équipes qualifiées
- Croatie (pays organisateur)
- Espagne (tenant du titre)
- Azerbaïdjan
- Italie
- Portugal
- République tchèque
- Roumanie
- Russie
- Serbie
- Slovénie
- Turquie
- Ukraine

## Groupes
Le tirage au sort des groupes du tournoi final a eu lieu le 9 septembre 2011 à Zagreb. Les douze finalistes ont été répartis dans trois pots et chacun des quatre groupes est composé d'une équipe de chaque pot. 

### Groupe A
| Rang | Équipe             | Pts | J | G | N | P | Bp | Bc | Diff |
| ---- | ------------------ | --- | - | - | - | - | -- | -- | ---- |
| 1    | Croatie            | 6   | 2 | 2 | 0 | 0 | 7  | 5  | +2   |
| 2    | Roumanie           | 3   | 2 | 1 | 0 | 1 | 4  | 3  | +1   |
| 3    | République tchèque | 0   | 2 | 0 | 0 | 2 | 5  | 8  | -3   |

| Date            | Lieu  | Équipe 1           | Résultat | Équipe 2           |
| --------------- | ----- | ------------------ | -------- | ------------------ |
| 31 janvier 2012 | Split | Croatie            | 2 – 1    | Roumanie           |
| 2 février 2012  | Split | Roumanie           | 3 – 1    | République tchèque |
| 4 février 2012  | Split | République tchèque | 4 – 5    | Croatie            |

### Groupe B
| Rang | Équipe   | Pts | J | G | N | P | Bp | Bc | Diff |
| ---- | -------- | --- | - | - | - | - | -- | -- | ---- |
| 1    | Espagne  | 6   | 2 | 2 | 0 | 0 | 8  | 3  | +5   |
| 2    | Ukraine  | 3   | 2 | 1 | 0 | 1 | 7  | 7  | 0    |
| 3    | Slovénie | 0   | 2 | 0 | 0 | 2 | 5  | 10 | -5   |

| Date            | Lieu   | Équipe 1 | Résultat | Équipe 2 |
| --------------- | ------ | -------- | -------- | -------- |
| 31 janvier 2012 | Zagreb | Espagne  | 4 – 2    | Slovénie |
| 2 février 2012  | Zagreb | Slovénie | 3 – 6    | Ukraine  |
| 4 février 2012  | Zagreb | Ukraine  | 1 – 4    | Espagne  |

### Groupe C
| Rang | Équipe  | Pts | J | G | N | P | Bp | Bc | Diff |
| ---- | ------- | --- | - | - | - | - | -- | -- | ---- |
| 1    | Russie  | 4   | 2 | 1 | 1 | 0 | 7  | 2  | +5   |
| 2    | Italie  | 4   | 2 | 1 | 1 | 0 | 5  | 3  | +2   |
| 3    | Turquie | 0   | 2 | 0 | 0 | 2 | 1  | 8  | -7   |

| Date             | Lieu  | Équipe 1 | Résultat | Équipe 2 |
| ---------------- | ----- | -------- | -------- | -------- |
| 1er février 2012 | Split | Italie   | 3 – 1    | Turquie  |
| 3 février 2012   | Split | Turquie  | 0 – 5    | Russie   |
| 5 février 2012   | Split | Russie   | 2 – 2    | Italie   |

### Groupe D
| Rang | Équipe      | Pts | J | G | N | P | Bp | Bc | Diff |
| ---- | ----------- | --- | - | - | - | - | -- | -- | ---- |
| 1    | Portugal    | 6   | 2 | 2 | 0 | 0 | 6  | 3  | +3   |
| 2    | Serbie      | 3   | 2 | 1 | 0 | 1 | 10 | 10 | 0    |
| 3    | Azerbaïdjan | 0   | 2 | 0 | 0 | 2 | 9  | 13 | -4   |

| Date             | Lieu   | Équipe 1    | Résultat | Équipe 2    |
| ---------------- | ------ | ----------- | -------- | ----------- |
| 1er février 2012 | Zagreb | Portugal    | 4 – 1    | Azerbaïdjan |
| 3 février 2012   | Zagreb | Azerbaïdjan | 8 – 9    | Serbie      |
| 5 février 2012   | Zagreb | Serbie      | 1 – 2    | Portugal    |

## Phase finale
|  | Quarts de finale       | Quarts de finale      | Quarts de finale       | Quarts de finale      |         |         | Demi-finales           | Demi-finales           | Demi-finales                  | Demi-finales                  |                               |                               | Finale                  | Finale                  | Finale                  | Finale                  |
|  |                        |                       |                        |                       |         |         |                        |                        |                               |                               |                               |                               |                         |                         |                         |                         |
|  | 6 février 2012, Split  | 6 février 2012, Split | 6 février 2012, Split  | 6 février 2012, Split |         |         | 9 février 2012, Zagreb | 9 février 2012, Zagreb | 9 février 2012, Zagreb        | 9 février 2012, Zagreb        |                               |                               | 11 février 2012, Zagreb | 11 février 2012, Zagreb | 11 février 2012, Zagreb | 11 février 2012, Zagreb |
|  | 6 février 2012, Split  | 6 février 2012, Split | 6 février 2012, Split  | 6 février 2012, Split |         |         | 9 février 2012, Zagreb | 9 février 2012, Zagreb | 9 février 2012, Zagreb        | 9 février 2012, Zagreb        |                               |                               | 11 février 2012, Zagreb | 11 février 2012, Zagreb | 11 février 2012, Zagreb | 11 février 2012, Zagreb |
|  | 1er Grp A              | Croatie               | 1ap                    | 3tab                  |         |         | 9 février 2012, Zagreb | 9 février 2012, Zagreb | 9 février 2012, Zagreb        | 9 février 2012, Zagreb        |                               |                               | 11 février 2012, Zagreb | 11 février 2012, Zagreb | 11 février 2012, Zagreb | 11 février 2012, Zagreb |
|  | 1er Grp A              | Croatie               | 1ap                    | 3tab                  |         |         | 9 février 2012, Zagreb | 9 février 2012, Zagreb | 9 février 2012, Zagreb        | 9 février 2012, Zagreb        |                               |                               | 11 février 2012, Zagreb | 11 février 2012, Zagreb | 11 février 2012, Zagreb | 11 février 2012, Zagreb |
|  | 2e Grp B               | Ukraine               | 1                      | 1                     |         |         | 9 février 2012, Zagreb | 9 février 2012, Zagreb | 9 février 2012, Zagreb        | 9 février 2012, Zagreb        |                               |                               | 11 février 2012, Zagreb | 11 février 2012, Zagreb | 11 février 2012, Zagreb | 11 février 2012, Zagreb |
|  | 2e Grp B               | Ukraine               | 1                      | 1                     | Croatie | Croatie | 2                      | 2                      |                               |                               |                               |                               | 11 février 2012, Zagreb | 11 février 2012, Zagreb | 11 février 2012, Zagreb | 11 février 2012, Zagreb |
|  | 7 février 2012, Split  |                       |                        |                       | Croatie | Croatie | 2                      | 2                      |                               |                               |                               |                               | 11 février 2012, Zagreb | 11 février 2012, Zagreb | 11 février 2012, Zagreb | 11 février 2012, Zagreb |
|  |                        |                       | Russie                 | Russie                | 4       | 4       |                        |                        |                               |                               |                               |                               | 11 février 2012, Zagreb | 11 février 2012, Zagreb | 11 février 2012, Zagreb | 11 février 2012, Zagreb |
|  | 1er Grp C              | Russie                | Russie                 | Russie                | 4       | 4       | 2                      | 2                      |                               |                               |                               |                               | 11 février 2012, Zagreb | 11 février 2012, Zagreb | 11 février 2012, Zagreb | 11 février 2012, Zagreb |
|  | 1er Grp C              | Russie                | 9 février 2012, Zagreb |                       |         |         | 2                      | 2                      |                               |                               |                               |                               | 11 février 2012, Zagreb | 11 février 2012, Zagreb | 11 février 2012, Zagreb | 11 février 2012, Zagreb |
|  | 2e Grp D               | Serbie                | 1                      | 1                     |         |         |                        |                        |                               |                               |                               |                               | 11 février 2012, Zagreb | 11 février 2012, Zagreb | 11 février 2012, Zagreb | 11 février 2012, Zagreb |
|  | 2e Grp D               | Serbie                | 1                      | 1                     | Russie  | Russie  | 1                      | 1                      |                               |                               |                               |                               |                         |                         |                         |                         |
|  | 6 février 2012, Zagreb |                       |                        |                       | Russie  | Russie  | 1                      | 1                      |                               |                               |                               |                               |                         |                         |                         |                         |
|  |                        |                       | Espagne                | Espagne               | 3ap     | 3ap     |                        |                        |                               |                               |                               |                               |                         |                         |                         |                         |
|  | 2e Grp A               | Roumanie              | Espagne                | Espagne               | 3ap     | 3ap     | 3                      | 3                      |                               |                               |                               |                               |                         |                         |                         |                         |
|  | 2e Grp A               | Roumanie              |                        |                       |         |         |                        |                        |                               |                               |                               |                               |                         |                         |                         |                         |
|  | 1er Grp B              | Espagne               | 8                      | 8                     |         |         |                        |                        |                               |                               |                               |                               |                         |                         |                         |                         |
|  | 1er Grp B              | Espagne               | 8                      | 8                     | Espagne | Espagne | 1                      | 1                      | Match pour la troisième place | Match pour la troisième place | Match pour la troisième place | Match pour la troisième place |                         |                         |                         |                         |
|  | 7 février 2012, Zagreb |                       |                        |                       | Espagne | Espagne | 1                      | 1                      | Match pour la troisième place | Match pour la troisième place | Match pour la troisième place | Match pour la troisième place |                         |                         |                         |                         |
|  |                        |                       | Italie                 | Italie                | 0       | 0       |                        |                        | 11 février 2012, Zagreb       | 11 février 2012, Zagreb       | 11 février 2012, Zagreb       | 11 février 2012, Zagreb       |                         |                         |                         |                         |
|  | 2e Grp C               | Italie                | Italie                 | Italie                | 0       | 0       | 3                      | 3                      | 11 février 2012, Zagreb       | 11 février 2012, Zagreb       | 11 février 2012, Zagreb       | 11 février 2012, Zagreb       |                         |                         |                         |                         |
|  | 2e Grp C               | Italie                |                        |                       |         |         |                        | 3                      |                               |                               | Croatie                       | Croatie                       | 1                       | 1                       |                         |                         |
|  | 1er Grp D              | Portugal              | 1                      | 1                     |         |         |                        |                        |                               |                               | Croatie                       | Croatie                       | 1                       | 1                       |                         |                         |
|  | 1er Grp D              | Portugal              | 1                      | 1                     | Italie  | Italie  | 3                      | 3                      |                               |                               |                               |                               |                         |                         |                         |                         |
|  |                        |                       |                        |                       |         |         |                        |                        |                               |                               |                               |                               |                         |                         |                         |                         |